# Michel Marie Claparède
Pour les articles homonymes, voir Claparède.
Michel Marie Claparède, né le 28 août 1770 à Gignac (Hérault) et mort le 23 octobre 1842 à Montpellier (Hérault), est un général français de la Révolution et de l’Empire.

## Biographie
Sa famille était ancienne dans la robe. Il s'engage en 1792, dans un bataillon de volontaires et suit ce corps dans les Alpes. Son intelligence et son courage le font nommer capitaine. Ayant suivi en Italie le général Napoléon Bonaparte, il est créé chef de bataillon, envoyé à l'armée du Rhin où, le 15 septembre 1800, il est nommé adjudant-général.
Il suit le général Leclerc dans l'expédition de Saint-Domingue et se distingue en toutes les rencontres et mérite le grade de général de brigade. Revenu en France en 1804, il rejoint l'armée à Boulogne, assiste aux batailles d'Ulm et d'Austerlitz où il se trouve aux prises avec la droite de l'armée russe qu'il couvre, avec ses 18 canons, de mitraille et met en déroute. Il se distingue de nouveau à Saalfeld, à Iéna, à Pułtusk, à Ostrołęka, à Borki et à Drewnowo.
Nommé général de division le 8 octobre 1808, il attaque l'arrière-garde autrichienne, en avant d'Ebersberg, la rompt, s'élance sur les pièces et les troupes qui défendent le pont de la Traun, précipite hommes et canons dans la rivière et débouche devant 30 000 Autrichiens que commande Hiller. Sa position, néanmoins, ne tarde pas à devenir critique : le feu ayant détruit le pont et les maisons auxquelles il aboutit, toute retraite est impossible. Ce n'est qu'après trois heures d'un combat furieux qu'il est secouru et dégagé. La division Claparède, est-il dit dans le bulletin qui rend compte de cette affaire, seule et n'ayant que quatre pièces de canon, lutte, pendant trois heures contre 30 000 hommes et se couvre de gloire. Le général en vient de nouveau aux mains à Essling, est blessé dans la mêlée, et reçoit bientôt après le commandement de la division de l'armée de Dalmatie, qui concourt à déterminer l'issue de la bataille de Wagram.
Fait grand officier de la Légion d'honneur, il va combattre en Espagne et au Portugal, y rend de nouveaux services, est rappelé à la Grande Armée en 1812, et chargé du commandement en chef d'un corps d'armée polonais dans la campagne de Russie. Il assiste à la bataille de la Moskowa, combat à la Bérézina et y est encore blessé. Il continue à se distinguer pendant la campagne de 1813, rentre en France après les désastres de Leipzig, fait partie du corps du duc de Raguse et prend part à la bataille sous les murs de Paris.
Après le second retour des Bourbons, le général Claparède est appelé au commandement de la place de Paris, et nommé inspecteur général des troupes de la 1re division militaire. Il est fait comte de l'Empire par l'Empereur, et devient sous la Restauration inspecteur général et pair de France. Appelé à la Chambre des pairs, il meurt à Montpellier (Hérault) le 23 octobre 1842 et est inhumé au cimetière de Gignac (Hérault). Il était le bon ami de la danseuse Lise Noblet.
Son nom est inscrit au côté Est de l'arc de triomphe de l'Étoile. L'aînée de ses filles, Marie Camille, épouse le baron Hallez.

## Blessures
- Blessé à la bataille de Pułtusk le 26 décembre 1806 ;
- Blessé au passage de la Bérésina le 28 novembre 1812.

## Décorations
- Légion d'honneur :
  - Chevalier de la Légion d'honneur à la création de l’ordre ;
  - Grand officier de la Légion d'honneur par décret impérial du 17 juillet 1809 ;
  - Grand cordon de l'ordre royal de la Légion d'honneur par ordonnance du 17 janvier 1815.
- Ordre royal et militaire de Saint-Louis :
  - Chevalier de Saint-Louis par ordonnance du 8 juillet 1814 ;
  - Commandeur de Saint-Louis le 23 mai 1825 ;
  - Grand-croix de Saint-Louis le 17 août 1826.

## Titres
- Comte de l'Empire par décret impérial du 19 mars 1808 et par lettres patentes du 29 juin 1808 ;
- Confirmé dans son titre de comte héréditaire par ordonnance du 23 juin 1816.

## Autres fonctions
- Membre des conseils de guerre qui ont à juger le maréchal Ney en 1815 ; et le contre-amiral Linois, le colonel Boyer de Peyreleau et le lieutenant-général-comte Delaborde en 1816 ;
- Gouverneur du château royal de Strasbourg en 1819 ;
- Pair de France par ordonnance royale du 5 mars 1819, avec dotation (majorat) de 12 000 francs.

## Armoiries
| Figure | Nom du comte et blasonnement |
| ------ | --- |
|        | Michel Marie Claparède (28 août 1770 - Gignac, Hérault ✝ 23 octobre 1842 - Montpellier (Hérault), général de division (1808), 1er comte Claparède et de l'Empire, Grand-croix de la Légion d'honneur, Grand-croix de Saint-Louis (1825), Pair de France (Comte-pair le 5 mars 1819), Coupé : au 1, parti : a. du quartier des Comtes militaires de l'Empire ; b. de gueules à trois étoiles d'argent, rangées en pal ; au 2, d'argent, à un casque de sable, taré de front, double de gueules, sommé de trois plumes d'autruche du même et brochant sur deux rameaux de laurier de sinople, passés en sautoir. Supports : deux lions regardants d'or.. |

Famille Claparède (Languedoc)
« Coupé : au 1, de gueules, à trois étoiles d'argent, rangées en pal ; au 2, d'or, à un casque de sable, rehaussé d'or, panaché et liséré de gueules, soutenu de deux branches de laurier de sinople, les pieds passés en sautoir. »
Famille Claparède (branche de Genève)
« D'azur, au chevron d'or, accompagné en chef de deux roses d'argent, tigées et feuillées du même, et en pointe d'un oiseau aussi d'argent, posé sur un tertre du même, au chef de gueules, chargé de trois étoiles d'argent. »

## Hommages

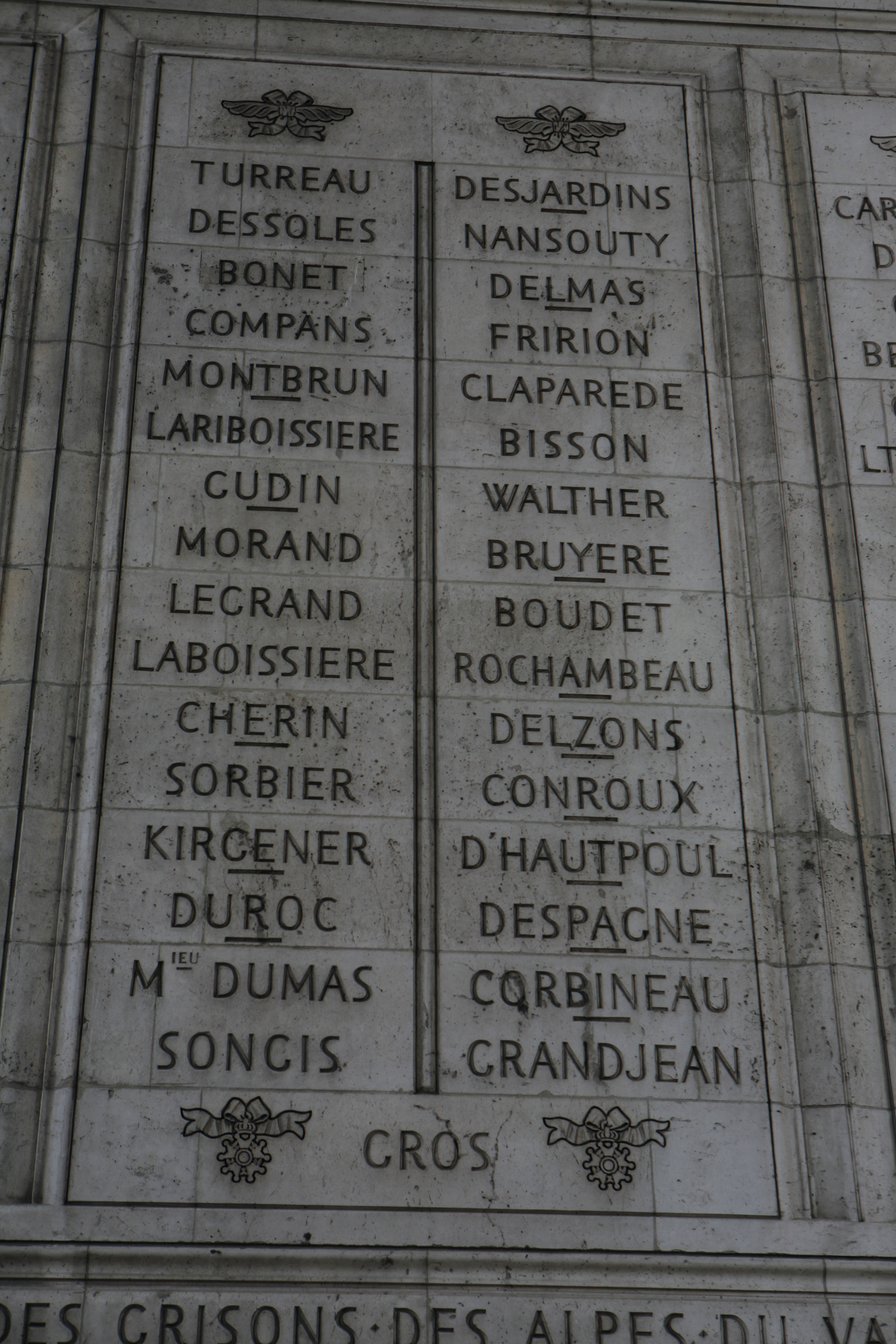
Noms gravés sous l'arc de triomphe de l'Étoile : pilier est, 15e et 16e colonnes.

- Le nom de Claparède est gravé au côté Est (16e colonne) de l’arc de triomphe de l’Étoile, à Paris ;
- Le sculpteur Jean Magrou (1869-1945) est l'auteur d'un monument commémoratif à la mémoire du général de division Claparède  à Gignac :
  - Inscription sur la face principale de la stèle portant le buste :

- - Inscription sur la face principale du socle :

- - Inscription sur les faces latérales de la stèle : noms des campagnes militaires effectuées par Claparède.
  - Inscription sur la face arrière du socle :

- Il existe une rue à Montpellier en hommage au général Claparède.